# Hnutí Fokoláre
Hnutí Fokoláre (Movimento dei Focolari), druhým názvem Dílo Mariino (Opera di Maria), je celosvětové ekumenicky otevřené převážně katolické hnutí, které v roce 1943 založila v Tridentu na pozadí zmaru působeného světovou válkou skupina děvčat ve věku 15–25 let v čele s katoličkou Chiarou Lubichovou. V roce 1964 schválil papež Pavel VI. stanovy hnutí. Klade si za cíl přispívat ke všeobecnému bratrství a budovat jednotu velké lidské rodiny na základě Ježíšovy modlitby „aby všichni byli jedno“ (Jan 17,21). Klade důraz na dialog uvnitř církve i mezi církvemi a náboženstvími a s osobami jiného přesvědčení.

## Členstvo a činnost

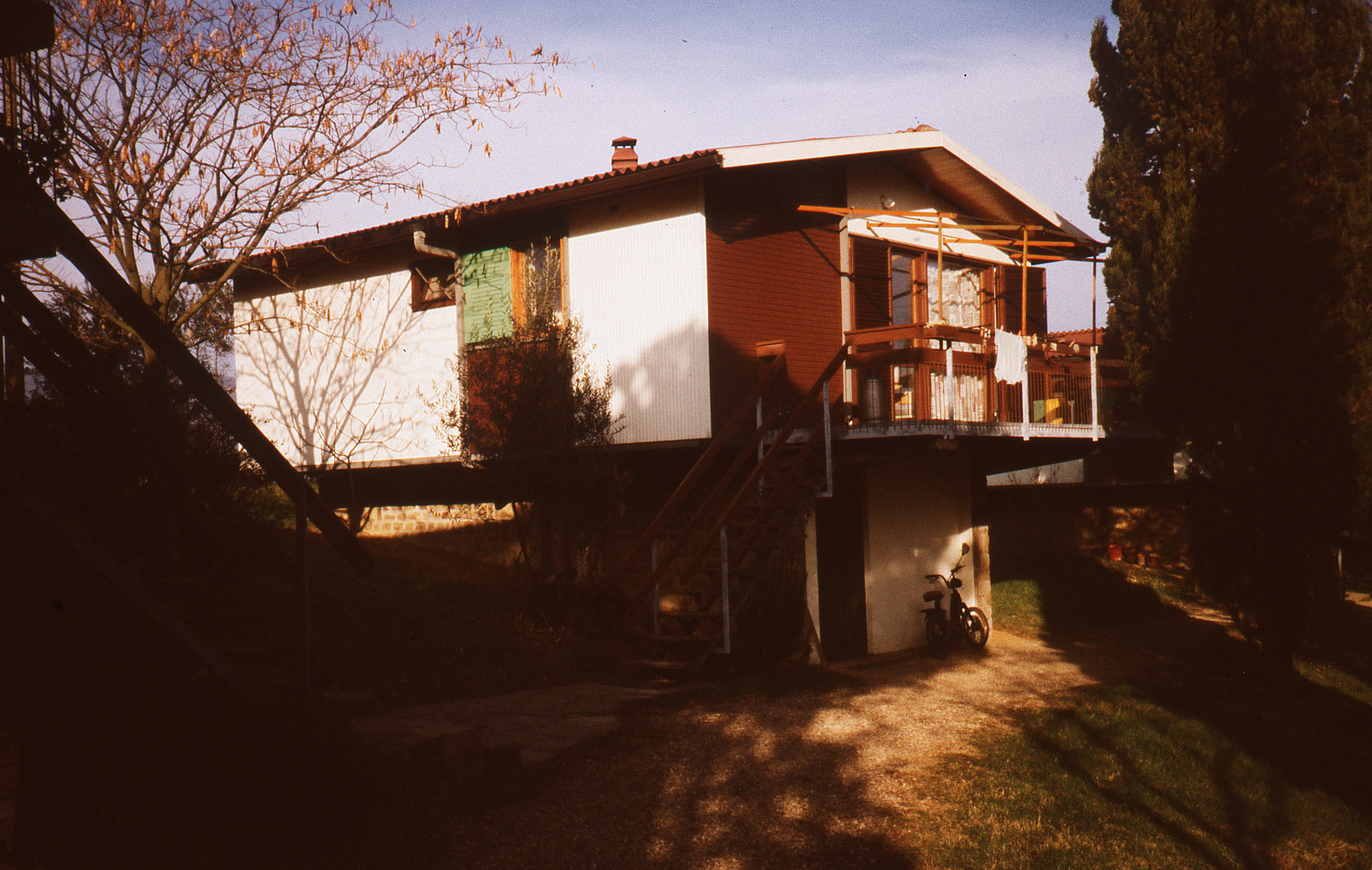
Jedna z budov v Loppianu v roce 1989

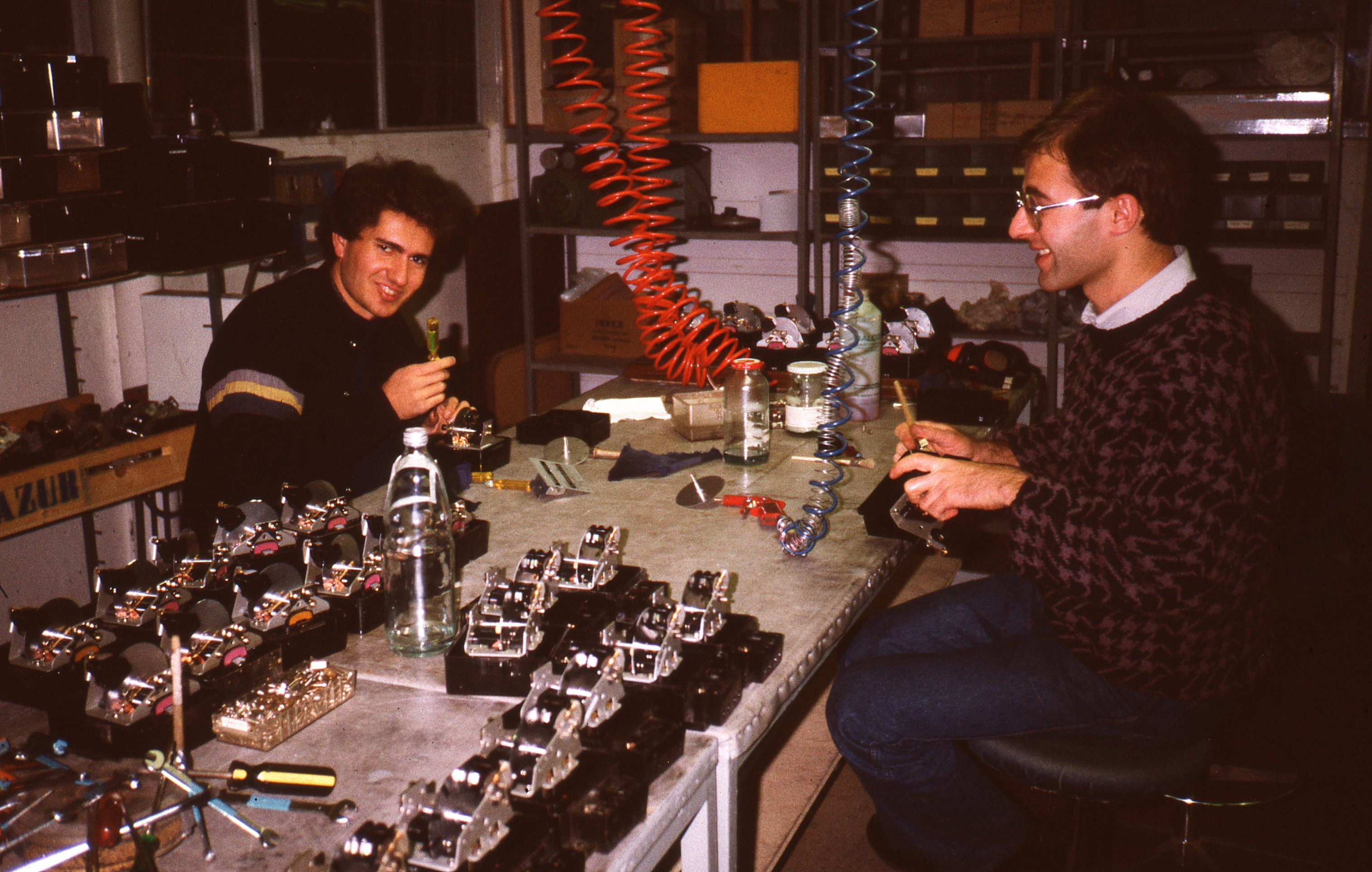
Práce v komunitní elektrikářské manufaktuře v Loppianu v roce 1989

Od roku 1949 hnutí pořádá setkání v odpočinku, modlitbě a rozjímání, která později začala být nazývána Město Mariino – Mariapoli. Začali se jej účastnit i biskupové a významné církevní osobnosti, v roce 1959 se na něm podílelo již 27 národů. V roce 1965 vybudovali fokolaríni ve venkovském areálu poblíž městečka Loppiano nedaleko Florencie v Itálii první „citadelu“, v roce 2004 jich bylo celkem dvacet, na většině kontinentů. Citadela je fokolarínské městečko s domy, školami a podniky, komunita s alternativním hospodářským a ekonomickým systémem, založená na zemědělské, řemeslné, či jiné výrobě „s aplikací logiky, lásky, ekonomie“. V citadele u Loppiana bydlí na 800 obyvateli ze 70 národů. Jednotlivé citadely mají svá specifická poslání. V Německu žijí fokolaríni společně s luterány, na Filipínách v dialogu s náboženstvími Východu, v latinské Americe vyrostly kolem citadel průmyslové zóny, v Africe se pokoušejí o inkulturaci křesťanství. V Čechách je budována citadela v Praze-Vinoři.
V Česku začala činnost Fokoláre na výzvu arcibiskupa Tomáška během uvolnění kolem roku 1968. Fokoláre bylo zpočátku vnímáno jako univerzální implementace závěrů II. vatikánského koncilu, ale kolem roku 1972 se začalo profilovat jako svébytná duchovní skupina řízená přes zahraniční kontakty podle italského vzoru. V polovině 70. let již v ilegalitě fungovala v Praze první fokolarinská skupina kolem kněze Karla Pilíka v Praze-Karlíně a její odnož v pražských Holešovicích vedená Františkem Kohlíčkem. K této skupině patřili i Miloslav Vlk či František Radkovský. Zpočátku do skupiny docházeli i dva saleziánští kněží, kteří však brzy odešli, protože je fokolarínská spiritualita neoslovila, stejně jako mnohé jiné křesťany.
V 70. a 80. letech představovalo hnutí Fokoláre jednu z nejlépe organizovaných a nejpočetnějších skupin v tzv. podzemní církvi, ale nikdy se neangažovalo ve smyslu politického disentu. Většina jeho činnosti probíhala v malých, obvykle bytových, skupinách; větší akce se často pořádaly v NDR, kam se mohlo z ČSSR volně cestovat, ale náboženská perzekuce tam byla jen slabá.
Hnutí má asi 141 400 členů, počet příznivců a přívrženců s hnutím spolupracujících a účastnících se pravidelněji jeho akcí se odhaduje v rozmezí 2–5 milionů. Prezidentkou hnutí je Margaret Karram.
K hnutí a jeho spiritualitě se hlásí i řada biskupů (v roce 2008 to bylo asi 1200 katolických a 200 nekatolických biskupů, například anglikánských). Tito biskupové pořádají pravidelná společná setkání. Centrálou biskupů patřících k hnutí je citadela v Castel Gandolfo, letním sídle papežů, jejíž budovu hnutí Fokoláre věnoval Jan Pavel II. Od roku 1994 do roku 2012 byl moderátorem biskupských setkání hnutí kardinál Vlk, předtím až do své smrti tuto funkci zastával cášský biskup Klaus Hemmerle a od roku 2012 je jím arcibiskup z Bangkoku Francis Xavier Kriengsak Kovithavanij. Z českých biskupů je s hnutím spojen ještě František Radkovský, Jan Graubner, Antonín Basler, Josef Kajnek či Pavel Posád i řeckokatolický biskup Ladislav Hučko. Podle Pilíka byli sympatizanty hnutí i biskupové Koukl, Otčenášek, Liška či Tomášek. Účast stovek biskupů stírá hnutí jeho původní laický ráz.

## Ohlasy a kontroverze
Obsazení velkého počtu českých a moravských biskupských stolců fokolaríny po roce 1989 přičítá Pavel Hradilek vlivu, který uplatnil Karel Pilík ve Vatikánu prostřednictvím Chiary Lubichové rychleji, než se stačily zmobilizovat ostatní vlivové skupiny v církvi. Rovněž Karel Pilík si všiml, že mnoha lidem začalo vadit přílišné zastoupení fokolarínů v biskupských funkcích, ale řekl k tomu, že to nebylo záměrné, ale organicky to vyrostlo z fokolarínské spirituality. Podle Pavla Hradilka je hnutí vzhledem ke své velikosti diferencováno na několik názorových proudů a i z něj vzešlí biskupové jsou různí, společné však údajně mají to, že přinášejí velmi málo nových myšlenek.
Jiří Reinsberg ve své knize „Hospodin rozjasnil svou tvář“ jmenoval hnutí Fokoláre spolu s hnutím Opus Dei a charismatickým hnutím jako příklady skupin, s nimiž může být spojeno nebezpečí duchovního nepotismu, tedy obsazování funkcí v církevní hierarchii na základě spřízněnosti církevním hnutím.
Tomáš Stritzko z tradicionalistického kněžského sdružení FSSPX označil hnutí Fokoláre přímo za sektářskou organizaci v církvi, v níž se všichni zabývají tím, jak organizovat život druhých, a vyvolení také zajišťováním mocenských pozic k ovládání Církve. „Hovoří se o svobodě a lásce, ale běda, kdyby je chápal někdo jinak, než podle nařízené ideologie.“
Miroslav Kalousek po svém odstoupení z funkce předsedy KDU-ČSL vyslovil v roce 2009 názor, že zejména příslušníci Hnutí fokoláre, byť jsou fakticky ve straně menšinou, jsou velmi dobře propojeni a organizováni a v rozhodujících okamžicích ovlivňují její základní postoje, přinejmenším na personální politiku a na vnitrostranický obraz jednotlivých funkcionářů, a vytvořili ve straně paralelní rozhodovací strukturu. Dokud se budou lidovci rozlišovat na to, kdo je a kdo není ve fokoláre, tak je podle Kalouska strana netransformovatelná. Mezi významné členy hnutí Fokoláre v KDU-ČSL patřil Josef Lux, rozštěp strany nastal až po jeho úmrtí.
Salesián Václav Komárek, významná postava podzemního působení církve v 70. a 80. letech, označil fokolarínskou spiritualitu za mělkou. Podle Pavla Hradilka devalvování určitých slov jako „láska“ častým používáním patří k foco-folklóru.